# One Indiana Square

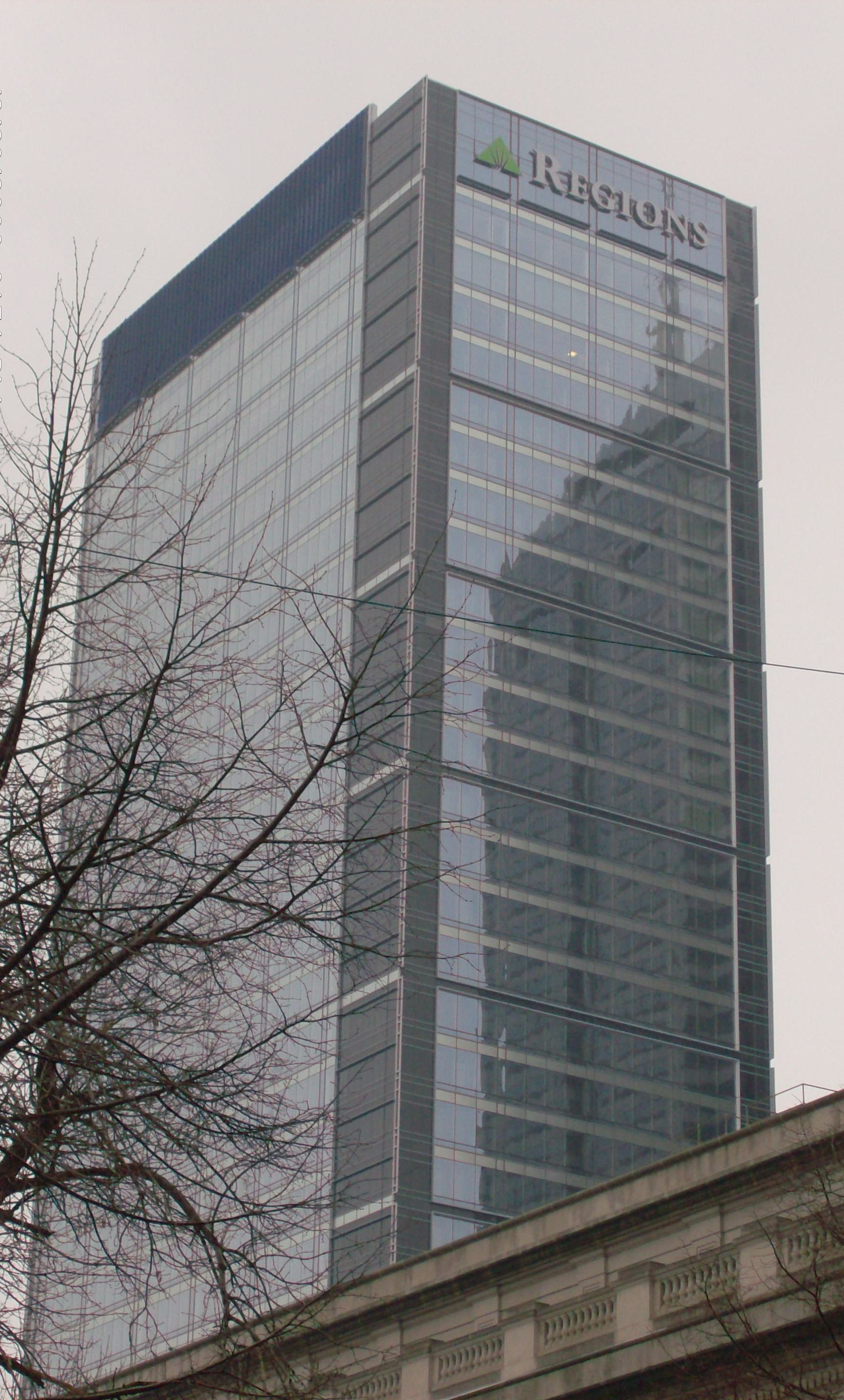
One Indiana Square 2009 mit dem Regions-Logo

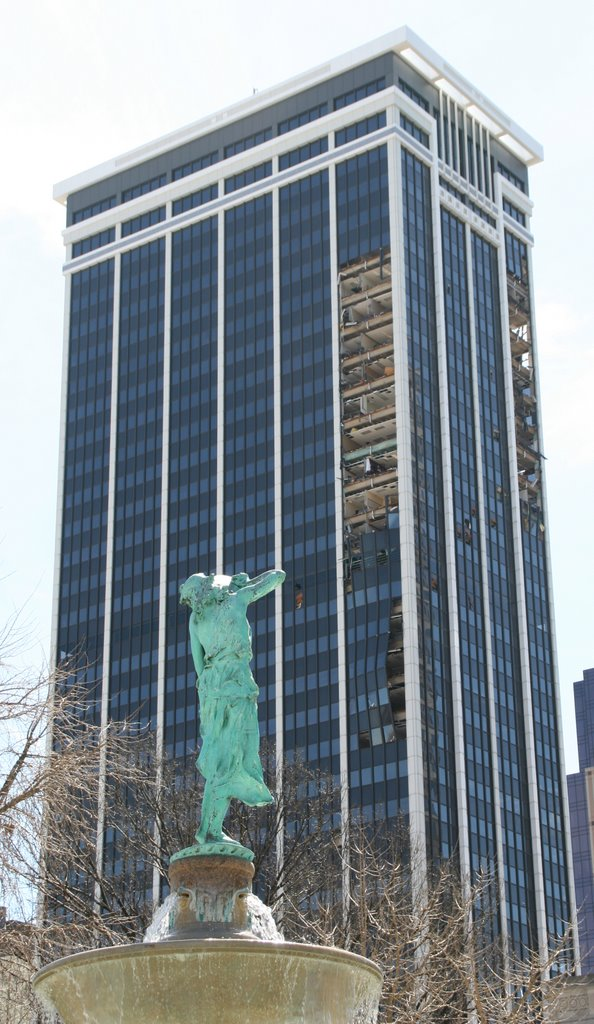
One Indiana Square 2006 mit beschädigter Fassade

One Indiana Square (früher Indiana National Bank Tower oder kurz INB Tower, sowie Union Planters Bank) ist ein Hochhaus in Indianapolis im US-Bundesstaat Indiana. Das 36 Stockwerke und 153,62 Meter hohe Stahl-Glas-Gebäude wurde 1970 fertiggestellt.
One Indiana Square liegt im Zentrum von Indianapolis in der Nähe des Monument Circle. Das Gebäude befindet sich in der südlichen Hälfte des Blocks, der von der New York Street im Norden, der Delaware Street im Osten, der Ohio Street im Süden und der Pennsylvania Street im Westen umschlossen wird. Die Adresse lautet 211 North Pennsylvania Street. Ein Block westlich liegt das Birch Bayh Federal Building and U.S. Courthouse. 
Um das Hochhaus errichten zu können, wurde im Jahr 1967 das auf dem geplanten Baugrund stehende Gebäude der Bruderschaft Knights of Pythias abgerissen. Das Hochhaus wurde vom Architekten Thomas E. Stanley entworfen und im Jahr 1970 eröffnet. Es löste das 113,46 Meter hohe City-County Building als höchstes Bauwerk der Stadt Indianapolis ab und verblieb als solches bis zur Fertigstellung des AUL Towers im Jahr 1982. Der Turm sitzt auf einem vierstöckigen Sockel mit Kolonnade, der den gesamten südlichen Teil des Blocks einnimmt. Die Vorhangfassade wurde immer wieder von starken Winden beschädigt. Als nach einem Sturm im Jahr 2006 das Gebäude wegen Fassadenschäden zeitweise geschlossen werden musste, wurde beschlossen, die aus dem Jahr 1991 stammende Fassade grundlegend neu zu gestalten. Das Gebäude wird seit der Erneuerung von einer blauen Glasfassade umschlossen.